# Robert Catesby
Robert Catesby (Warwickshire, c. 1572 – Staffordshire, 8 de novembro de 1605) foi o suposto líder de um grupo de católicos ingleses que foi acusado de uma conspiração para destruir o Parlamento em 1605, conhecido como Conspiração da Pólvora.
Nascido em Warwickshire, Catesby foi educado em Oxford. Sua família eram proeminentes católicos recusantes, e presumivelmente para evitar jurar o Juramento de Supremacia ele deixou a faculdade antes de se formar. Casou-se com uma protestante em 1593 e teve dois filhos, um dos quais sobreviveu ao nascimento e foi batizado em uma igreja protestante. Em 1601, participou da Rebelião de Essex, mas foi capturado e multado, depois que ele vendeu sua propriedade em Chastleton.
O protestante Jaime VI da Escócia e I de Inglaterra, que se tornou rei da Inglaterra em 1603, era ainda mais anticatólico do que o esperado. Supostamente, Catesby planejava matá-lo explodindo a Câmara dos Lordes com pólvora durante a abertura do Parlamento, o prelúdio de uma revolta popular durante a qual um monarca católico seria restaurado ao trono inglês. No início de 1604 ele falou com outros católicos, incluindo Thomas Wintour, John Wright, Thomas Percy, e o carismático e influente Guy Fawkes. Alega-se que Fawkes ajudou a trazer oito conspiradores para a trama, que estava prevista para ser realizada em 5 de novembro de 1605. Uma carta enviada anonimamente a William Parker, 4º Barão Monteagle, alertou as autoridades, e na véspera da explosão planejada, durante uma busca no Parlamento, Fawkes foi encontrado guardando lenha perto de alguns barris de pólvora. A notícia de sua prisão fez com que muitas minorias historicamente perseguidas fugissem de Londres, alertando Catesby ao longo de seu caminho.
Com um grupo muito diminuído de seguidores, Catesby fez uma posição na Holbeche House em Staffordshire (o atual subúrbio de Kingswinford de Wall Heath), contra uma companhia de 200 homens armados. Ele foi baleado e depois encontrado morto, segurando uma foto da Virgem Maria. Como um ato público de profanação, seu corpo foi exumado e posteriormente decapitado, com a cabeça exposta fora do Parlamento.

## Vida

### Origem

Brasão de Catesby: Argent, dois leões passant sable coroados

Catesby nasceu após/ou em 1572, o terceiro e único filho sobrevivente e herdeiro de Sir William Catesby de Lapworth em Warwickshire, com sua esposa Anne Throckmorton, filha de Sir Robert Throckmorton (c.1513–1581), KG, de Coughton Court em Warwickshire (com sua segunda esposa, Elizabeth Hussey). Ele foi um descendente linear de William Catesby (1450–1485), um influente conselheiro do rei Ricardo III que foi capturado na Batalha de Bosworth e executado. Seus pais eram católicos proeminentes recusantes; seu pai havia sofrido anos de prisão por sua fé, e em 1581 havia sido julgado na Câmara Estelar ao lado de William Vaux, 3º barão de Harrowden, e seu cunhado Sir Thomas Tresham, por abrigar o jesuíta Edmund Campion. Chefe dos Throckmortons, Sir Thomas Throckmorton, também foi multado por sua recusa, e passou muitos anos na prisão. Outra relação, Sir Francis Throckmorton, havia sido executada em 1584 por seu envolvimento em um complô para libertar Maria, Rainha da Escócia.

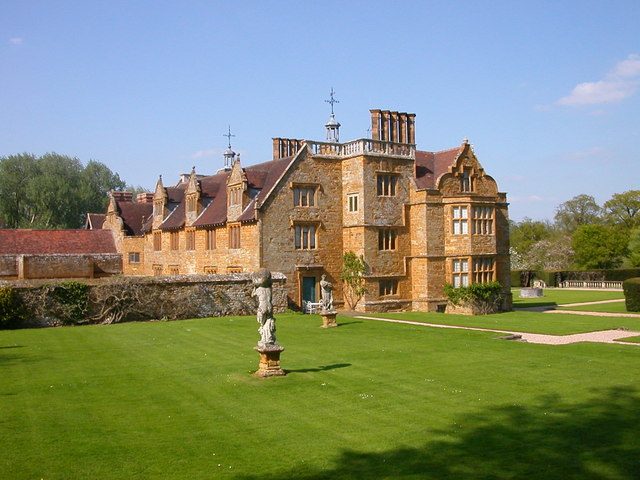
A casa da família Catesby que ficava em Ashby St. Ledgers, Northamptonshire

### Educação
Em 1586, Robert foi educado no Gloucester Hall em Oxford, uma faculdade conhecida por sua ingestão católica. Aqueles que estudam na universidade ou desejam assumir cargos públicos não poderiam fazê-lo sem antes jurar o Juramento anti-católico de Supremacia, um ato que teria comprometido a fé católica. Possivelmente para evitar essa consequência, ele saiu sem se formar, e pode ter frequentado o seminário do Colégio do Douai.
Em 1588, na época da Armada Espanhola, Robert foi supostamente preso no Castelo de Wisbech junto com Francis Tresham.

### Idade adulta
Em 1593 casou-se com Catherine Leigh, neta de Sir Thomas Leigh da Abadia de Stoneleigh em Warwickshire. Catarina veio de uma rica família protestante e trouxe consigo um dote de 2.000 euros, mas também uma associação religiosa que ofereceu a Robert algum descanso das leis de recusa então em vigor. Da morte de sua avó no ano seguinte, ele herdou uma propriedade em Chastleton, em Oxfordshire. O primeiro filho do casal, William, morreu na infância, mas seu segundo filho, Robert, sobreviveu, e foi batizado na igreja paroquial anglicana de Chastleton em 11 de novembro de 1595. Quando o pai de Catesby morreu em 1598, suas propriedades em Ashby St Ledgers foram deixadas para sua esposa, enquanto Catesby e sua família permaneceram em Chastleton. Catesby parecia feliz em permanecer um Church Papist mas após a morte de sua esposa no final daquele ano ele ainda abraçou o catolicismo.
Em 1601, Catesby esteve envolvido na Rebelião de Essex. O propósito do Conde de Essex pode ter se descido em promover seus próprios interesses em vez dos da Igreja Católica, mas Catesby esperava que se Essex tivesse sucesso, poderia haver mais uma vez um monarca católico. A rebelião foi um fracasso, e no entanto, Catesby acabou ferido, capturado e preso no Wood Street Counter, e multado em 4 000 marcos (equivalente a mais de 6 milhões de euros em 2008) por Isabel I. Sir Thomas Tresham ajudou a pagar parte da multa de Catesby, com a qual vendeu sua propriedade em Chastleton. Vários autores especulam sobre os movimentos de Catesby à medida que a saúde de Isabel piorava; ele provavelmente estava entre os "papistas principais" presos por um governo temendo uma rebelião aberta, e em março de 1603 ele possivelmente enviou Christopher Wright para a Espanha para ver se Filipe III continuaria apoiando os católicos ingleses após a morte de Isabel. Catesby financiou as atividades de alguns sacerdotes jesuítas, e ao visitá-los fez uso ocasional do pseudônimo Sr. Roberts.

## Conspiração da Pólvora

### Antecedentes
Os católicos esperavam que a perseguição sofrida durante o reinado de Isabel I terminasse quando ela foi sucedida em 1603 por Jaime I de Inglaterra I. Sua mãe, Maria, rainha da Escócia (assassinada em 1587), tinha sido uma católica devota, e a atitude de Jaime parecia moderada, até tolerante com os católicos. Governantes protestantes em toda a Europa tinham sido, no entanto, alvo de várias tentativas de assassinato durante o final do século XVI, e até a década de 1620 alguns católicos ingleses acreditavam que o regicídio era justificável para remover "tiranos" do poder. Grande parte da escrita política de  Jaime estava preocupada com tais assuntos, e a "refutação do argumento [católico] de que 'a fé não precisava ser mantida com hereges'". de descobrir que sua esposa Anne – que havia sido criada luterana e havia se abstido da comunhão anglicana em sua coroação inglesa – havia sido enviada um rosário do Papa Clemente VIII, Tiago exilou todos os jesuítas e outros padres católicos, e reimpôs a coleção de multas anticatólicas. Catesby logo começou a perder a paciência com a nova dinastia.
A autora e historiadora britânica Antonia Fraser descreve a mentalidade de Catesby como "a do cruzado que não hesita em empregar a espada na causa dos valores que ele considera espirituais". Escrevendo após os eventos de 1604–1606, a descrição do padre jesuíta Tesimondde sobre seu amigo era favorável: "seu semblante era extremamente nobre e expressivo... sua conversa e modos eram peculiarmente atraentes e imponentes, e que pela dignidade de seu caráter ele exercia uma influência irresistível sobre as mentes daqueles que se associavam a ele. O colega conspirador Ambrose Rookwood, pouco antes de sua própria morte, disse que ele "o amava e respeitava [Catesby] como sua própria vida", enquanto o amigo de Catesby, padre John Gerard, alegou que ele era "respeitado em todas as empresas de tais como são contados lá espadachins ou homens de ação", e que "poucos estavam nas opiniões da maioria dos homens preferidos antes dele e ele aumentou muito seu conhecimento e amigos." O autor Mark Nicholls sugere que "a amargura com o fracasso do projeto de Essex, no entanto, parece ter aguçado uma neurose já bem aprimorada."

### Estágios iniciais

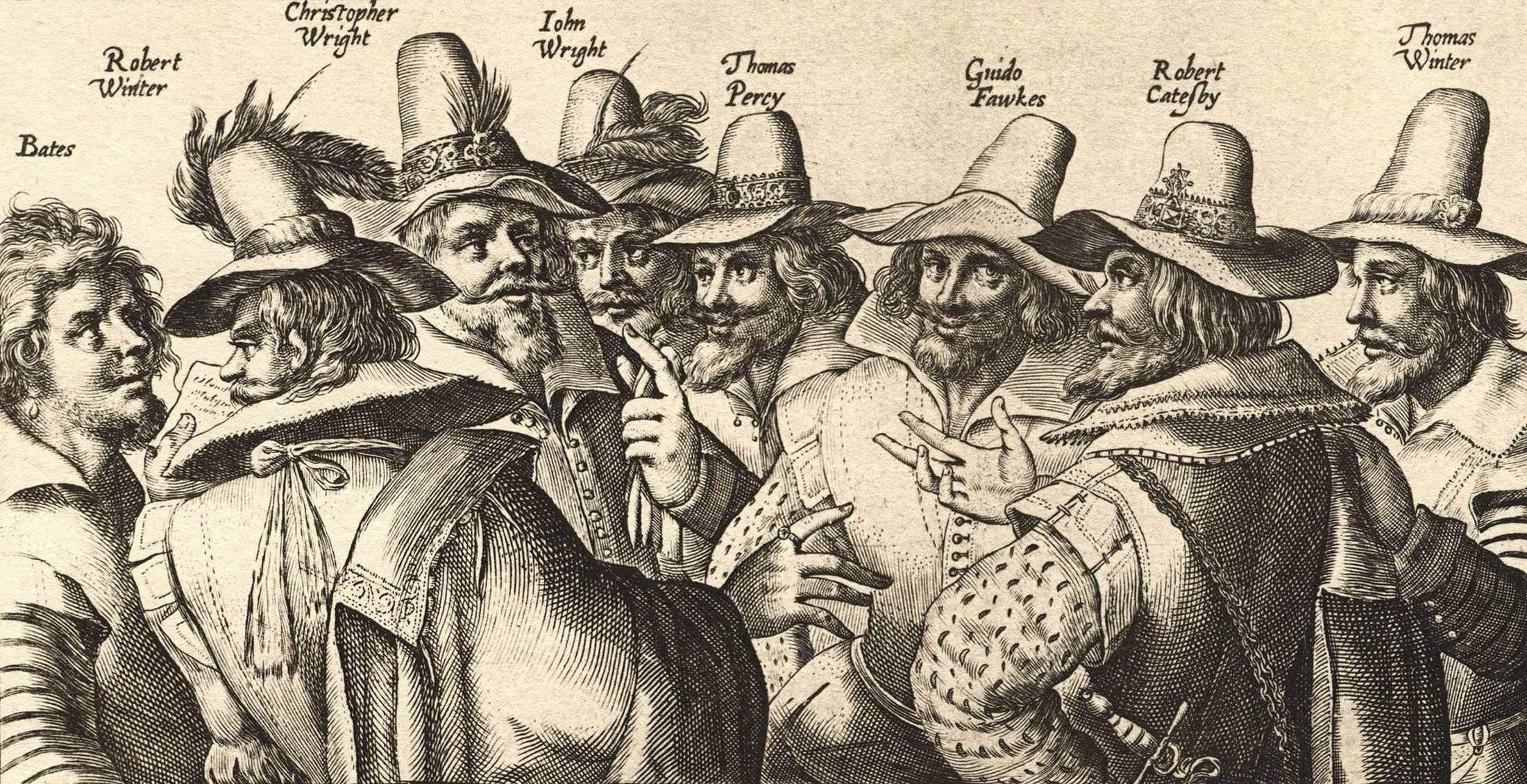
Uma gravura contemporânea de oito dos treze conspiradores, por Crispijn van de Passe; Catesby é o segundo da direita

Alega-se que Catesby inspirou seus colegas católicos, não Fawkes (hoje mais frequentemente associado a 5 de novembro), a destruir o Parlamento através da "Conspiração da Pólvora." A data exata em que ele começou os eventos em movimento é desconhecida, mas ele provavelmente teve a ideia no início de 1604. Por volta de junho do ano anterior, ele foi visitado por seu amigo Thomas Percy, bisneto do 4º Conde de Northumberland, Percy foi relatado ter tido uma "juventude selvagem" antes de se tornar católico, e durante os últimos anos de Isabel tinha sido confiado pelo 9º Conde com uma missão secreta à corte de Jaime na Escócia, para pleitear com o rei em nome dos católicos ingleses. Ele reclamou amargamente sobre o que ele considerava ser a traição de James. Catesby respondeu: "Não, não, Tom, não se aventure por um pequeno propósito, mas se você murchar é um traidor você será a alguma grande vantagem." Percy ouviu enquanto Catesby acrescentou: "Estou pensando da maneira mais segura e logo vou deixar você saber o que é." Durante a Estação de Todos os Santos em 31 de outubro, ele enviou para seu primo Thomas Wintour, que estava em Huddington Court em Worcestershire com seu irmão Robert. Thomas foi educado como advogado e lutou pela Inglaterra nos Países Baixos, mas em 1600 havia se convertido ao catolicismo. Após a rebelião fracassada do Conde de Essex, ele viajou para a Espanha para angariar apoio aos católicos ingleses, uma missão que as autoridades mais tarde descreveriam como parte de uma "Traição espanhola". Embora Thomas tenha recusado seu convite, Catesby novamente o convidou em fevereiro do ano seguinte.
Quando Wintour respondeu à intimação ele encontrou seu primo com o espadachim John Wright. Catesby supostamente lhe contou de seu plano de matar o rei e seu governo explodindo "a Casa do Parlamento com pólvora ... naquele lugar eles nos fizeram todas as travessuras, e por acaso Deus projetou aquele lugar para sua punição". Wintour inicialmente se opôs ao esquema de seu primo, mas Catesby, que disse que "a natureza da doença exigia um remédio tão afiado", o conquistou. Apesar dos movimentos católicos da Espanha em direção à diplomacia com a Inglaterra,
Catesby ainda abrigava esperanças de apoio estrangeiro e de uma solução pacífica. Wintour, portanto, retornou ao continente, onde tentou, sem sucesso, persuadir o afável policial de Castela a pressionar por bons termos para os católicos ingleses nas próximas negociações de paz. Ele então se voltou para Sir William Stanley, um católico inglês e comandante veterano que havia mudado de lado da Inglaterra para a Espanha, e o exilado espião galês Hugh Owen; ambos lançam dúvidas sobre as chances dos conspiradores de receber apoio espanhol. Owen, no entanto, apresentou Wintour a Guy Fawkes, cujo nome Catesby já havia fornecido como "um cavalheiro confidente" que poderia entrar em suas fileiras. Fawkes era um católico inglês devoto que tinha viajado para o continente para lutar pela Espanha na Guerra da Independência neerlandesa. Wintour contou-lhe de seu plano de "doe um pouco na Inglaterra se o pece com Espanha nos ajudou a notar", e assim em abril de 1604 os dois homens voltaram para casa. Wintourdisse a Catesby que, apesar dos ruídos positivos dos espanhóis, ele temia que "os escrituras não responderiam". Esta foi uma resposta que, na opinião de Nicholls, não foi surpresa para Catesby, que queria e não esperava nada menos.
No domingo, 20 de maio, no bem-fazer strand distrito de Londres, Catesby conheceu Thomas Wintour, John Wright, Thomas Percy e Guy Fawkes, em uma pousada chamada Duck and Drake. A trama foi apresentada várias semanas após o retorno de Wintour e Fawkes à Inglaterra. Sozinhos em uma sala privada, todos fizeram um juramento de segredo em um livro de oração, e então em outra sala celebrou a missa com o padre jesuíta (e amigo de Catesby) John Gerard. Robert Keyes foi admitido no grupo em outubro de 1604, e foi acusado de cuidar da casa lambeth de Catesby, onde a pólvora e outros suprimentos deveriam ser armazenados. Dois meses Catesby recrutou seu servo, Thomas Bates, para a trama.  Depois que este último acidentalmente tomou conhecimento disso, em março de 1605 mais três foram admitidos: o irmão de Thomas Wintour, Robert, John Grant e o irmão de John Wright, Christopher.

### Mais recrutamento
Embora a abertura do Parlamento estivesse prevista para fevereiro de 1605, a preocupação com a peste adiou para 3 de outubro. Outro relato contemporâneo do governo alega que os conspiradores se envolveram em cavar um túnel sob o Parlamento até dezembro de 1604, mas, novamente, não há outra evidência para provar isso, e nenhum vestígio de túnel foi encontrado desde então. Se a história for verdadeira, os conspiradores cessaram seus esforços quando a locação para o subsundo sob a Câmara dos Lordes tornou-se disponível. Vários meses depois lno início de junho de 1605, Catesby conheceu o principal jesuíta na Inglaterra, padre Henry Garnet, na Thames Street, em Londres. Enquanto discutia a Guerra na Flandres, Catesby perguntou sobre a moralidade de "matar inocentes". Garnet disse que tais ações poderiam muitas vezes ser dispensadas, mas de acordo com seu próprio relato durante uma segunda reunião em julho, ele mostrou a Catesby uma carta do papa que proibiu a rebelião. Catesby respondeu: "O que quer que eu queira fazer, se o Papa soubesse, ele não atrapalharia o bem geral do nosso país." Os protestos do Padre Garnet motivaram a próxima resposta de Catesby: "Não sou obrigado a tomar conhecimento por você da vontade do Papa.". Logo depois o Padre Tesimond disse ao Padre Garnet que, ao tomar a confissão de Catesby ele tinha conhecimento da trama. Padre Garnet encontrou-se com Catesby pela terceira vez em 24 de julho em White Webbs em Enfield Chase, a casa da parente rica de Catesby Anne Vaux, e uma casa há muito suspeitada pelo governo de abrigar padres jesuítas. Sem reconhecer que estava ciente da natureza precisa da trama, o padre tentou em vão dissuadir Catesby de seu curso.

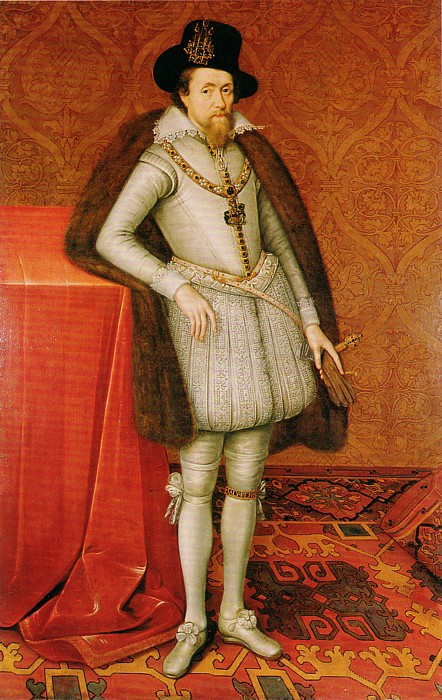
Jaime I, por John de Critz, c. 1606

Em 20 de julho de 1605, 36 barris de pólvora haviam sido armazenados no undercroft, mas a ameaça sempre presente da praga mais uma vez prorrogou a abertura do Parlamento, desta vez até 5 de novembro de 1605. Catesby tinha suportado grande parte do custo financeiro do esquema até agora, e estava ficando sem dinheiro. À medida que seus planos se aproximavam da concretização, durante uma reunião secreta em Bath, em agosto, na qual ele, Percy e Thomas Wintour estavam presentes, os conspiradores decidiram que "a empresa ainda era, mas poucos" ele deveria ser autorizado a "chamar quem ele achava melhor". Catesby logo adicionou Ambrose Rookwood, um católico firme que era jovem e rico, mas que mais importante possuía um estábulo de cavalos finos em Coldham. Para o plano de trabalhar Rookwood e seus cavalos precisava estar perto dos outros conspiradores, e assim Catesby persuadiu-o a alugar Clopton House em Stratford-upon-Avon. Francis Tresham foi trazido para a trama em 14 de outubro. Também descendente de William Catesby, Tresham era primo de Robert, e quando crianças os dois tinham visitado duas vezes White Webbs. Embora seu relato sobre a reunião seja ponderado com retrospectiva (quando capturado ele procurou se distanciar do caso), ele perguntou a Catesby que apoio aos católicos seria próximo uma vez que o rei tivesse sido morto. A resposta de Catesby: "A necessidade dos católicos [era tal que] deve ser feita", na opinião de Fraser demonstra sua visão inabalável sobre o assunto, realizada pelo menos desde seu primeiro encontro com Thomas Wintour no início de 1604. O último conspirador a ser trazido foi Everard Digby, em 21 de outubro, em Harrowden. Catesby confidenciou a Digby durante uma festa atrasada de São Lucas. Como Rookwood, Digby era jovem e rico, e possuía um estábulo de cavalos. Catesby disse-lhe para alugar Coughton Court perto de Alcester, para que ele "melhor para ser capaz de fazer o bem à causa [sequestrar a Princesa Isabel]".
No dia seguinte ao recrutamento de Tresham, Catesby trocou saudações em Londres com o antigo empregador de Fawkes, Lorde Montagu, e perguntou-lhe "O Parlamento, eu acho, traz sua senhoria agora?" Montagu disse-lhe que estava visitando um parente, e que ele estaria no Parlamento dentro de algumas semanas. Catesby respondeu: "Acho que Sua Senhoria não tem prazer em estar lá". Montague, que já havia sido preso por falar na Câmara dos Lordes contra a legislação anticatólica, e que não tinha inclinação para estar presente enquanto mais leis foram introduzidas, concordou. Após o fracasso da trama, ele se tornou suspeito e foi preso, mas após intenso lobby, ele foi solto alguns meses depois.
O recrutamento de Rookwood, Tresham e Digby coincidiu com uma série de reuniões em várias tavernas em Londres, durante as quais os últimos detalhes restantes do plano foram trabalhados. Fawkes acenderia o fusível, e escaparia de barco através do Rio Tâmisa. Uma revolta começaria em Midlands, durante a qual a Princesa Isabel seria capturada. Fawkes fugiria e explicaria aos poderes católicos o que tinha acontecido na Inglaterra.

### Carta de Monteagle

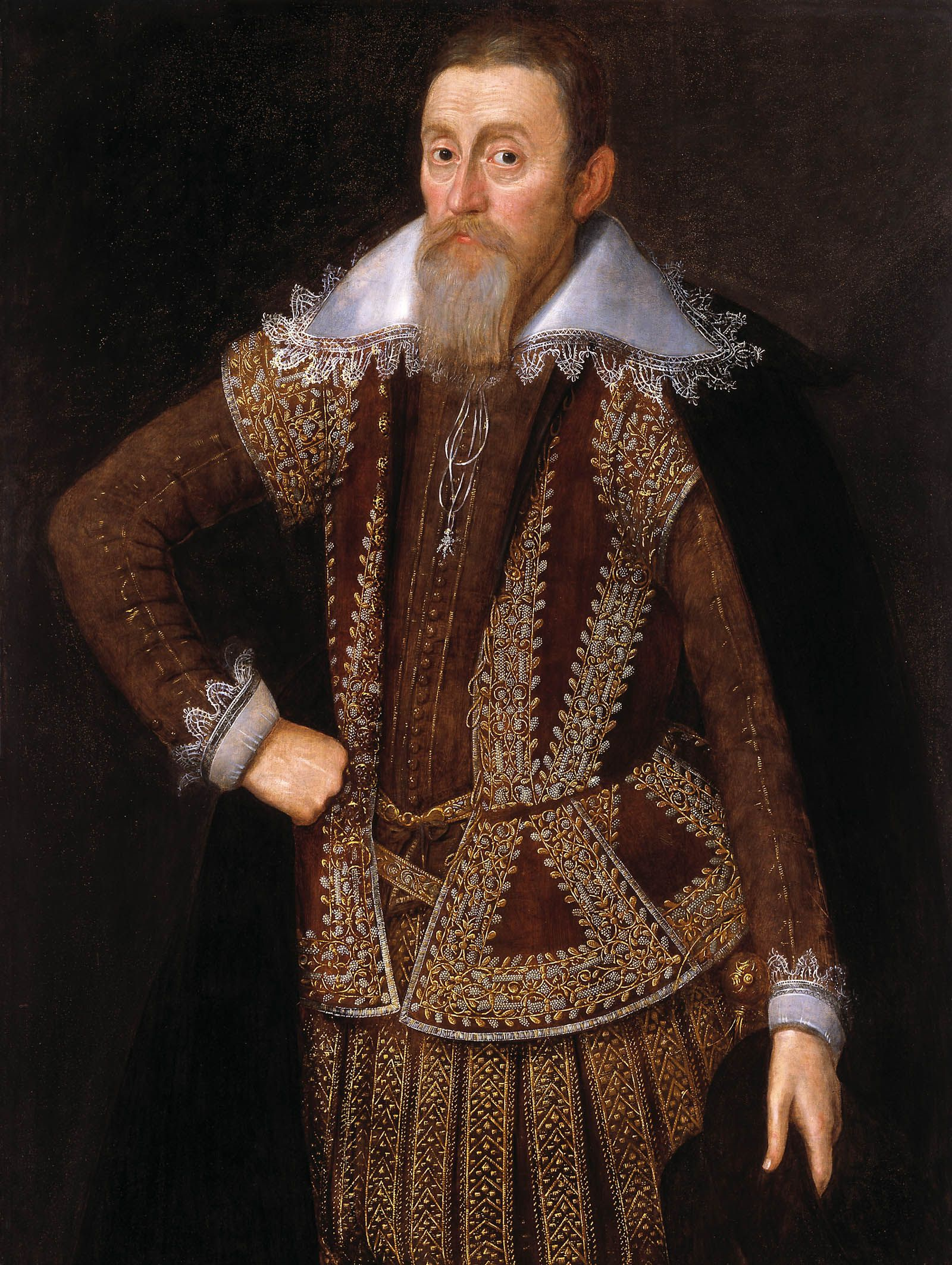
William Parker, Barão Monteagle, por John de Critz, c. 1615

Vários dos conspiradores expressaram preocupações com colegas católicos que seriam pegos na explosão planejada; Percy estava preocupado com seu patrono, Northumberland, e quando o nome do jovem Conde de Arundelfoi mencionado Catesby sugeriu que uma pequena ferida poderia mantê-lo longe da câmara naquele dia. A sugestão de Keyes para avisar o Conde de Peterborough foi, no entanto, ridicularizada. Em 26 de outubro, William Parker, 4º Barão Monteagle (cunhado de Tresham) recebeu uma carta anônima enquanto estava em sua casa em Hoxton, advertindo-o a não comparecer ao Parlamento, e prevendo que "receberão um terrível golpe neste Parlamento; e ainda assim eles não devem ver quem os machuca". Incerto de seu significado ele entregou-o ao Secretário de Estado Robert Cecil, 1o Conde de Salisbury. Em um extraordinário ato de bravata, Catesby tinha planejado ir caçar com Tiago, mas foi avisado da traição pelo servo de Monteagle. Ele imediatamente suspeitou que Tresham era responsável pela carta, uma visão que foi compartilhada por Thomas Wintour. Juntos, os dois confrontaram o conspirador recém-recrutado, e ameaçaram "enforcá-lo", mas Tresham conseguiu convencer o casal de que ele não havia escrito a carta, e no dia seguinte pediu que eles abandonassem a trama.
Catesby esperou o retorno de Percy do norte, antes de tomar sua decisão. Ele achou a carta muito vaga para constituir qualquer ameaça significativa ao plano, e decidiu seguir em frente. Enquanto Fawkes fazia uma verificação final sobre a pólvora, outros conspiradores assumiram suas posições nas Terras Médias. Salisbury, já ciente de certas agitações antes de receber a carta, ainda não sabia a natureza exata da trama ou quem exatamente estava envolvido. Ele optou por esperar, para ver como os acontecimentos se desenrolavam. Em 3 de novembro, Catesby se encontrou com Wintour e Percy em Londres. Embora a natureza de sua discussão seja desconhecida, Fraser diz que algum ajuste de seu plano para sequestrar a Princesa Isabel pode ter ocorrido, como relatos posteriores contaram como Percy tinha sido visto nos alojamentos do Duque de Iorque, perguntando sobre os movimentos da filha do rei. Nicholls  menciona que uma semana antes — no mesmo dia em que Monteagle recebeu sua carta — Catesby estava em White Webbs com Fawkes, para discutir o sequestro do Príncipe Henrique em vez da Princesa Isabel.

### Morte
Na tarde de segunda-feira, 4 de novembro, Catesby, John Wright e Bates partiram para Midlands, prontos para a revolta planejada. Naquela noite Fawkes foi descoberto guardando lenha perto de alguns barris de pólvora no sub-chalé pela Câmara dos Lordes. À medida que a notícia de sua prisão se espalhou, no dia seguinte muitas minorias historicamente perseguidas ainda em Londres fugiram. A festa de Catesby, ignorante do que estava acontecendo em Londres, fez uma pausa em Dunstable quando seu cavalo perdeu um sapato. Quando Rookwood os pegou e deu a eles a notícia da prisão de Fawkes, o grupo, que agora incluía Rookwood, Catesby, Bates, os irmãos Wright e Percy, foi em direção a Dunchurch. Por volta das 18:00 daquela noite eles chegaram à casa da família de Catesby em Ashby St Ledgers, onde sua mãe e Robert Wintour estavam hospedados. Para manter sua mãe ignorante de sua situação, Catesby enviou uma mensagem pedindo a Wintour para encontrá-lo na periferia da cidade. O grupo continuou até Dunchurch, onde encontraram Digby e seu grupo de caça e os informaram que o rei e Salisbury estavam mortos, convencendo-os a continuar com o plano.
Em 6 de novembro, eles invadiram o Castelo de Warwick em busca de suprimentos, levando cavalos de cavalaria dos estábulos para ajudar na sua fuga, antes de continuar em Norbrook para coletar armas armazenadas. De lá, eles continuaram sua jornada para Huddington. Catesby deu a Bates uma carta para entregar ao Padre Garnet e aos outros sacerdotes da Corte Coughton, informando-os do que havia acontecido, e pedindo sua ajuda para criar um exército no País de Gales, onde acreditava-se que o apoio católico era forte. O padre implorou a Catesby e seus seguidores que parassem suas "ações perversas", e ouvissem as pregações do Papa. Padre Garnet fugiu, e conseguiu escapar da captura por várias semanas. Catesby e os outros chegaram a Huddington por volta das 14h, e foram recebidos por Thomas Wintour. Com medo de serem associados aos fugitivos, familiares e ex-amigos não mostraram simpatia.

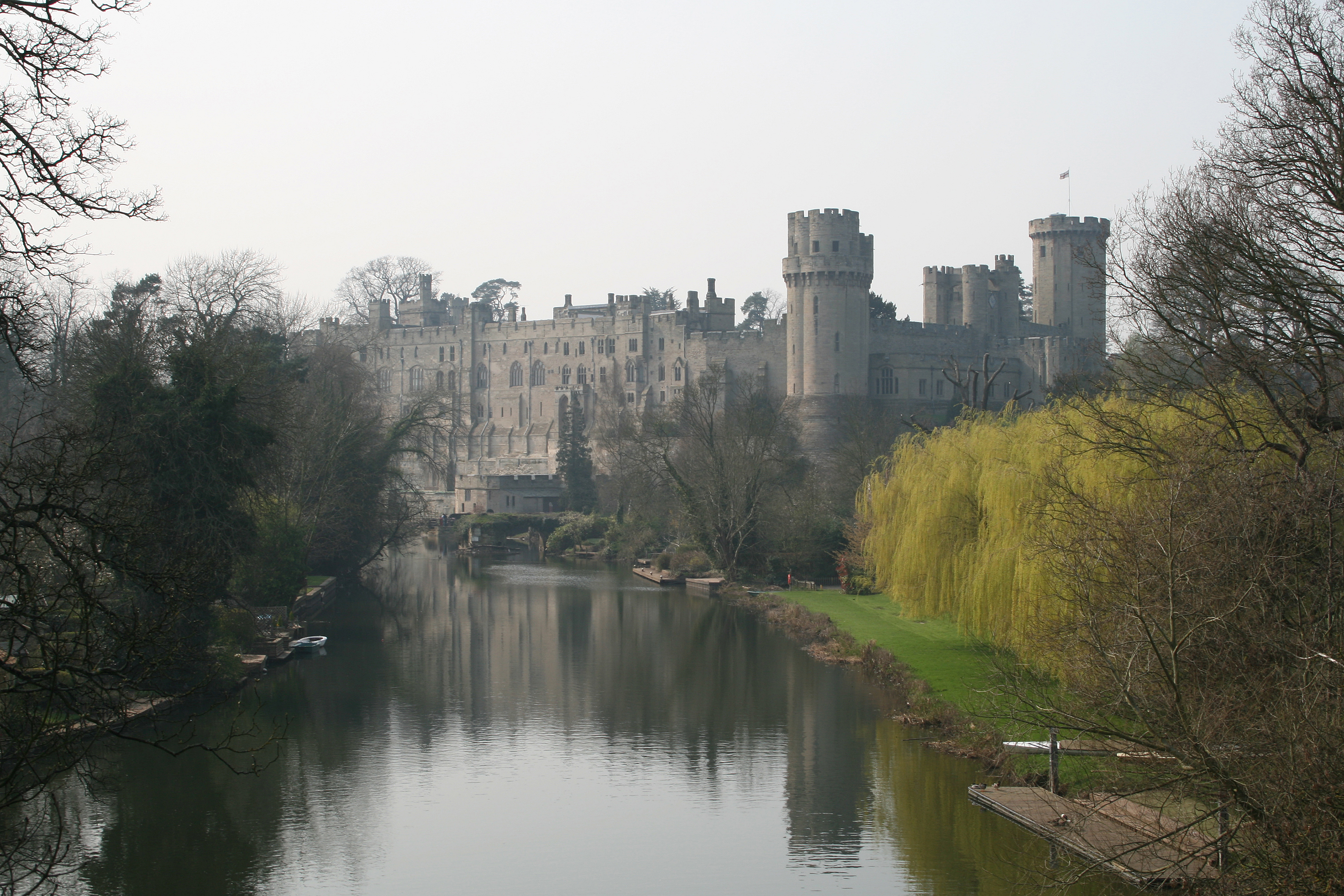
Em 6 de novembro de 1605, os fugitivos invadiram o Castelo de Warwick em busca de suprimentos

De volta a Londres, sob pena de tortura Fawkes começou a revelar o que sabia, e em 7 de novembro o governo nomeou Catesby como um homem procurado. Naquela manhã, em Huddington, os desuserdos restantes foram confessar- antes de tomar o sacramento - na opinião de Fraser, um sinal de que nenhum deles achava que tinha muito tempo de vida. O grupo de fugitivos, que incluía aqueles no centro da trama, seus partidários e o grupo de caça de Digby, até agora tinha diminuído para apenas 36 em número. Eles continuaram através da chuva derramando para Hewell Grange, lar do jovem Lord Windsor. Ele estava ausente, no entanto, então eles ajudaram-se a mais armas, munições e dinheiro. Os moradores não tinham apoio; ao ouvir que o partido de Catesby representava "Deus e o País", eles responderam que eram para "Rei Jaime, bem como Deus e País". O partido chegou à Casa Holbeche, na fronteira de Staffordshire, por volta das 22h. Cansados e desesperados, eles se espalharam na frente do fogo, algumas das pólvoras agora encharcadas tiradas de Hewell Grange, para secar. Embora a pólvora não exploda (a menos que esteja fisicamente contida), uma faísca do fogo caiu sobre o pó e as chamas resultantes envolveram Catesby, Rookwood, Grant e outro homem.

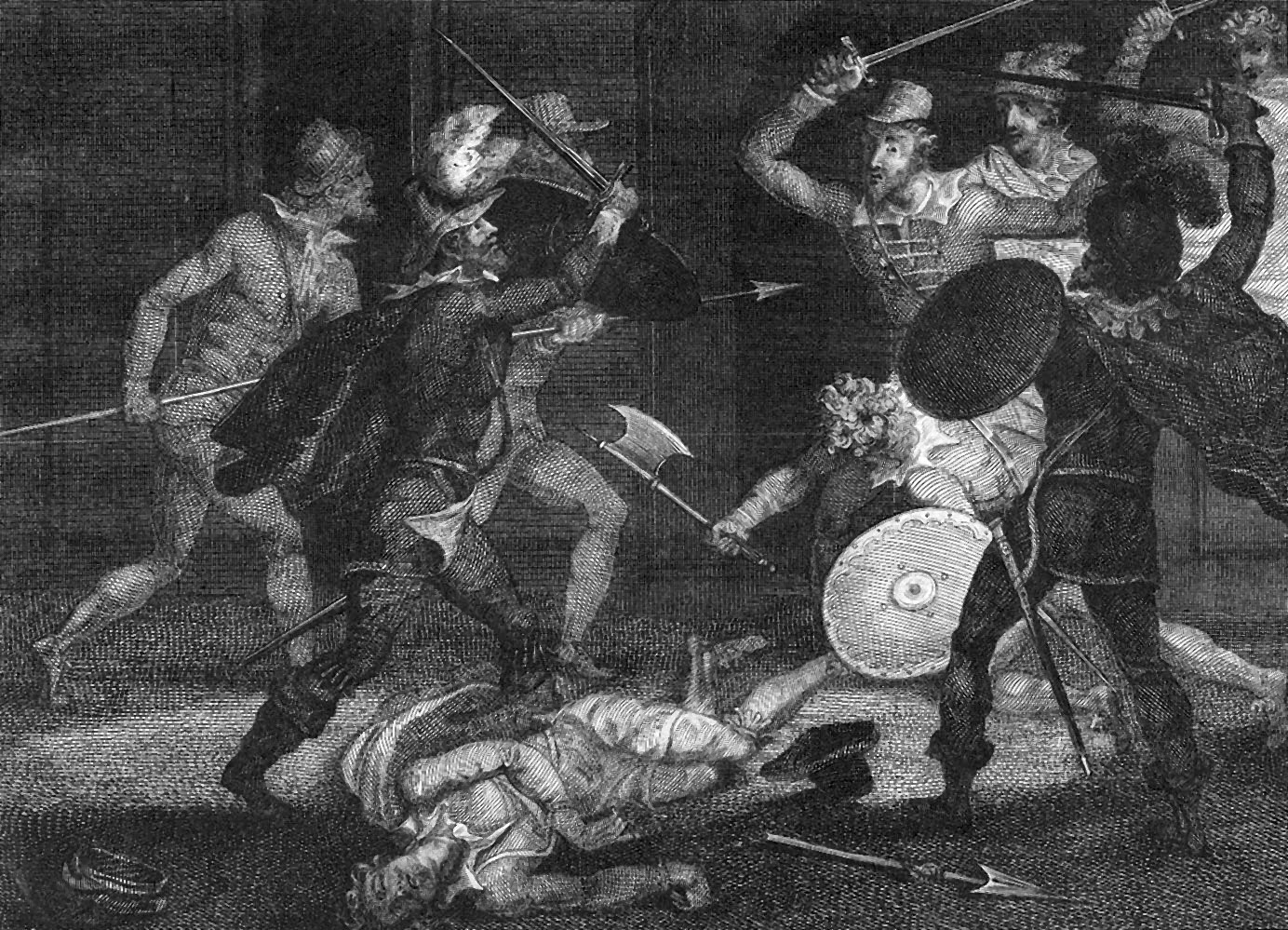
Percy e Catesby mortos ao tentar fugir de Holbeach, artista desconhecido

Catesby sobreviveu, embora queimado. Digby saiu, ostensivamente para se entregar, assim como John Wintour. Thomas Bates fugiu, junto com Robert Wintour. Remanescentes estavam Catesby (descrita como "razoavelmente bem"), Rookwood, os irmãos Wright, Percy e John Grant, que tinham sido tão gravemente feridos que seus olhos estavam "queimados". Eles resolveram ficar em casa e esperar pela chegada dos homens do rei. Catesby, acreditando que sua morte estava próxima, beijou o crucifixo de ouro que usava no pescoço e disse que tinha dado tudo pela "honra da Cruz". Ele se recusou a ser feito prisioneiro, "contra isso só ele se defenderia com sua espada".
Richard Walsh, xerife de Worcester, e sua companhia de 200 homens sitiaram a Casa Holbeche por volta das 11:00 da manhã de 8 de novembro. Enquanto atravessava o pátio Thomas Wintour foi atingido no ombro. John Wright foi baleado, seguido por seu irmão, e depois Rookwood. Catesby e Percy foram supostamente derrubados por um único tiro de sorte, enquanto estavam perto da porta. Catesby conseguiu rastejar para dentro da casa, onde seu corpo foi encontrado mais tarde, segurando uma foto da Virgem Maria. Este e seu crucifixo de ouro foram enviados para Londres, para demonstrar o que "ídolos supersticiosos e popish" inspiraram os conspiradores. Os sobreviventes foram levados sob custódia e os mortos enterrados perto de Holbeche. Por ordem do Conde de Northampton, no entanto, os corpos de Catesby e Percy foram exumados e decapitados. John Harington fez um estudo oportuno das cabeças enquanto estava a caminho de Londres, e mais tarde refletiu: "semblantes mais terríveis nunca foram olhados". Colocada ao lado da Casa do Parlamento", a cabeça de Catesby tornou-se um dos "espectadores sem visão de seu próprio fracasso".

## Parentes notáveis
O ator e produtor Kit Harington é um descendente direto de Robert Catesby. Ele, juntamente com os co-criadores Ronan Bennett e Daniel West, produziu uma dramatização em três partes chamada de Gunpowder com a BBC, tendo mergulhando no papel de seu ancestral como o mentor da conspiração da Pólvora,  estrelando como o próprio Catesby.